# 有限交叉性
数学において、集合族が有限交叉的又は有限交叉性（ゆうげんこうさせい、finite intersection property）を持つとは、任意の有限部分族が空でない共通部分を持つことである。
更に集合族が強有限交叉性（きょうゆうげんこうさせい、strong finite intersection property）を持つとは、任意の有限部分族を取ったとき、その共通部分が無限集合になることをいう。
叉は常用漢字でないため有限交差性と書かれることも多い。

## 定義
集合 X 上の集合族 S が有限交叉的とは次を満たす事を言う。
- {\displaystyle \mathbf {T} \subset \mathbf {S} } が有限族のとき {\displaystyle \bigcap \mathbf {T} \neq \emptyset }

集合 X 上の集合族 S が強有限交叉的とは次を満たす事を言う。
- {\displaystyle \mathbf {T} \subset \mathbf {S} } が有限族のとき {\displaystyle \bigcap \mathbf {T} } が無限集合

強有限交叉性は有限交叉性より真に強い性質である。

## 例
- 真のフィルターは有限交叉的である。また集合族が有限交叉的ならばそれを含む真のフィルターが存在する。
- 無限集合上の全ての補有限部分集合からなる集合族は有限交叉的。
- コンパクトでない位相空間上の全ての補コンパクト部分集合からなる集合族は有限交叉的。